# Reinbek
Reinbek is een stad in de Duitse deelstaat Sleeswijk-Holstein, gelegen in de Kreis Stormarn. De stad telt 28.250 inwoners en ligt aan de A1, de A24 en de B5.
Reinbek wordt voor het eerst vermeld in 1226. In 1952 kreeg de plaats stadsrechten. De stad ligt aan de rivier de Bille, die is afgedamd om een waterreservoir voor een molen te vormen. In de stad bevindt zich het Slot Reinbek.

## Stedenband
De stad onderhoudt een stedenband met Täby in Zweden sinds 1956, met Königslutter in Duitsland sinds 1961, met Padasjoki in Finland sinds 1974 en met Koło in Polen sinds 1999.

## Geboren
- Max Kruse (19 maart 1988), voetballer

Ahrensburg ·
Ammersbek ·
Bad Oldesloe ·
Badendorf ·
Bargfeld-Stegen ·
Bargteheide ·
Barnitz ·
Barsbüttel ·
Braak ·
Brunsbek ·
Delingsdorf ·
Elmenhorst ·
Feldhorst ·
Glinde ·
Grabau ·
Grande ·
Grönwohld ·
Großensee ·
Großhansdorf ·
Hamberge ·
Hamfelde ·
Hammoor ·
Heidekamp ·
Heilshoop ·
Hohenfelde ·
Hoisdorf ·
Jersbek ·
Klein Wesenberg ·
Köthel ·
Lasbek ·
Lütjensee ·
Meddewade ·
Mönkhagen ·
Neritz ·
Nienwohld ·
Oststeinbek ·
Pölitz ·
Rausdorf ·
Rehhorst ·
Reinbek ·
Reinfeld ·
Rethwisch ·
Rümpel ·
Siek ·
Stapelfeld ·
Steinburg ·
Tangstedt ·
Todendorf ·
Travenbrück ·
Tremsbüttel ·
Trittau ·
Wesenberg ·
Westerau ·
Witzhave ·
Zarpen